# Палеомикология
Палеомиколо́гия (от др.-греч. παλαιός — «древний», μύκης — «гриб» и λόγος — «учение») — раздел палеонтологии, изучающий ископаемые остатки грибов. Отложения ископаемых грибов в больших количествах обнаруживаются в древних осадочных породах, погребённых почвах, углях, горючих сланцах, торфе, а также в окаменелой древесине, в янтаре, на отпечатках листьев, на окаменелых костях вымерших животных, а ископаемые остатки водных грибов-паразитов можно обнаружить на водорослях, чешуе рыб и на скелетных образованиях беспозвоночных. Собранный материал позволяет восстанавливать условия обитания организмов, а изучение докембрийских образований позволяет расчленять осадочные толщи. Данные палеомикологии позволяют изучать эволюцию грибов и реконструировать филогенез крупных таксонов, однако из-за сравнительной скудности ископаемого материала и сложности точной идентификации таксономической принадлежности при построении филогенетических систем таксоны грибов часто игнорировались. Также существует вероятность принять за ископаемые грибы ископаемые остатки водорослей, протистов или даже деревьев.

## Ископаемые грибы
В списке, представленном ниже, представлены примеры ископаемых грибов. Он ни в коем случае не претендует на полноту. 
- Appianoporites vancouverensis
- Archaeomarasmius leggetti
- Aureofungus yaniguaensis
- Coprinites dominicana
- Entropezites patricii
- Geastroidea lobata
- Margaretbarromyces dictyosporus
- Mycetophagites atrebora
- Ornatifilum
- Palaeoagaracites antiquus
- Palaeosclerotium pusillum
- Protomycena electra
- Prototaxites
- Quatsinoporites cranhamii
- Vendomyces